# تشادان
تشادان (بالروسية: Чадан) هي إحدى مدن روسيا في الكيان الفدرالي الروسي توفا.يبلغ عدد سكانها 10444 نسمة.

## أعلام
- سيرغي شويغو